# WTA Moskau-2
Das WTA Moskau-2 (offiziell: Moscow River Cup) war ein Damen-Tennisturnier der WTA Tour, das in der Stadt Moskau, Russland, ausgetragen wurde. Spielort war das Nationale Tenniszentrum von Juan Antonio Samaranch. Es ersetzte das Turnier von Båstad. 2019 ging die Turnierlizenz nach Jūrmala.

## Siegerliste

### Einzel
| Jahr | Siegerin       | Finalgegnerin        | Ergebnis       |
| ---- | -------------- | -------------------- | -------------- |
| 2018 | Olga Danilović | Anastassija Potapowa | 7:5, 6:71, 6:4 |

### Doppel
| Jahr | Siegerinnen                          | Finalgegnerinnen                    | Ergebnis |
| ---- | ------------------------------------ | ----------------------------------- | -------- |
| 2018 | Anastassija Potapowa Wera Swonarjowa | Alexandra Panowa Galina Woskobojewa | 6:0, 6:3 |